# Martín Andrés Posse
Martín Andrés Posse (San Justo, Buenos Aires, 2 d'agost de 1975) és un exfutbolista internacional argentí, posteriorment entrenador de futbol.
Com a futbolista va desenvolupar la major part de la seva carrera com a davanter al Vélez Sársfield i al RCD Espanyol. Va ser tres cops internacional amb la selecció argentina.

## Palmarès
- CA Vélez Sársfield:
  - Copa Libertadores: 1994
  - Copa Intercontinental: 1994
  - Copa Interamericana: 1994
  - Campionat argentí: Apertura 1995, Clausura 1996, Clausura 1998
  - Supercopa Sud-americana: 1996
- RCD Espanyol:
  - Copa del Rei: 1999-00, 2005-06